# Ostijarij
Ostijarij (lat. ostiarius: vratar ≃ ostium: vrata, ulaz, ušće) je prvi od pet stupnjeva svećeničkog reda. Reforma Drugog vatikanskog sabora nije zadržala ostijarija kao niži red.
Uveo ga je papa Higin, kad je uveo "manje" Božanske službe radi ispomoći Crkvi i "većim" službama. Dok u "veće", koje su uspostavili apostoli spadaju đakonat, svećenstvo i biskupska služba, u manje spadaju ostijarij, lektor, egzorcist, akolit i subđakon. Ostijarij je vratar, kojem je povjereno čuvati, otvarati i zatvarati prostorije gdje se sakupljaju vjernici.
U ranom kršćanstvu su se ove niže službe nazivale i nižim redovima. Dio je do kraja ostao samostalna služba, dok je dio ostao kao "stuba" prema svećeništvu. Svim su se kandidatima za svećeništvo dijelile posebnim obredom, koji je po sebi već prestao biti znakom. Stoga ga je Drugi vatikanski sabor i dokinuo. Premda je dio služba ostao, gubitak je što se često pri podjeljivanju tih služba izostavlja i liturgijski obred. Ostijarija se uvodilo u službu početkom mise posebnim obredom "predaje ključeva".
Ostijarijat je služba ostijarija. Korijen imena sastoji se u tome što je u starokršćanskim vremenima hramska zgrada bila dvodijelna. Prvi dio bio je za katekumene i javne grješnike, a drugi dio namijenjen vjernicima koji su bili u punom euharistijskom zajedništvu. Te dvije skupine razlikovao je jedan čovjek koji je poznavao vjernike. Stajao je na vratima ulaska iz predvorja u hram. Kad je đakon nakon službe riječi davao poziv da katekumeni i javni grešnici napuste crkvu, ostijarij je nakon što bi oni izašli zatvorio vrata crkve. Smatra se da je od ostijarijeve službe, službe "vratara" ostao običaj u nekim krajevima na svijetu da svećenik na vratima crkve dočekuje vjernike i ondje ih pozdravlja, a poslije mise to isto napravi.

## Vanjske poveznice
- [neaktivna poveznica] Andrija Kopilović: Upoznajmo govor liturgijskih znakova - Liturgijski znakovi sakramenata - Sakrament svetog reda: biskup, prezbiter i đakon, srpanj-kolovoz 2009.
- Zvonik, br. 180[neaktivna poveznica]  Andrija Kopilović: Upoznajmo govor liturgijskih znakova - Liturgijski znakovi sakramenata